# Chithi 2
Chithi 2 é uma série de televisão indiana - Tamil de 2020 e produzida pela Sun TV. A série é estrelada por Raadhika, K. Bhagyaraj, Rupini, Ponvannannos papéis principais.

## Elenco dos Personagens

### Elenco
- Raadhika
- K. Bhagyaraj
- Rupini
- Ponvannan

### Elenco estendido
- Nandan Loganathan
- Ashwin Kumar
- Mahlakshmi
- Shilpa
- Sakthi Saravanan